# Marco Basaiti
Marco Basaiti (~1470 - après 1530) est un peintre de l'école vénitienne, considéré comme l'un des rivaux de Giovanni Bellini.

## Biographie
Originaire des Balkans, sa date exacte de naissance et celle de son arrivée à Venise ne sont pas connues, mais il y  travaille autour de 1496 à l'atelier d'Alvise Vivarini.
Il réalise des tableaux à sujet religieux et des portraits. Il utilise des couleurs vives, contrairement aux usages de l'époque.
Son premier travail documenté a été un portrait de jeune homme en 1496. Mais ce n'est qu'avec le temps, qu'est apparu de toute évidence sa tendance à créer des mélanges de couleurs et des figures imposantes dans le style d'Alvise Vivarini. Les exemples les plus significatifs à cet égard sont les tableaux de Saint Marc et le Christ mort, avec saint Sébastien et saint Jérôme, à l'église des Frari à Venise. Après la mort de Vivarini, Basaiti a terminé le retable de saint Ambroise, dans la chapelle des Milanais de Santa Maria Gloriosa dei Frari.
Il reste en lien avec la tradition du Quattocento, sous l'influence de Giovanni Bellini et Giorgione, avec ses mélanges raffinés de couleurs. Mais il apporte une vision et une interprétation de la nature plus réelle et émotionnelle, jusqu'à la période de La Déposition et de La Vocation des fils de Zébédée (1510), avec ses vues spectaculaires sur une nature fertile et des figures lumineuses enveloppées dans un jeu de lumière et d'ombre.
L'impact sur le spectateur est également très efficace, dans Le Christ ressuscité, avec l'effet des nuages enveloppant le château, dans La Vierge adorant l'Enfant, et dans La Prière du Mont des Oliviers (1515), dans laquelle on observe une contraste entre le paysage d'une grande douceur et les figures poétiques et rigoureuses des Apôtres.
Son nom a parfois été confondu avec celui de son collègue Andrea Busati, et ce malentendu a créé quelques difficultés dans la reconstruction biographique des deux peintres.

## Œuvres
- La Vierge et L'Enfant entre saint Sébastien et sainte Ursule, (1475-1500) musée des Augustins, Toulouse, France
- Vierge à l'Enfant (1500), Liechtenstein Museum, Vienne
- Vierge à l'Enfant avec un dévot (1501) - Musée Correr Venise[2]
- Saint Ambroise trônant entouré de saints et d'anges musiciens, surmontés du Couronnement de la Vierge, œuvre d'Alvise Vivarini commencée en 1503, terminée par Marco Basaiti à la mort du maître, bois, 500 × 246 cm, Basilique Santa Maria Gloriosa dei Frari, chapelle des Milanais, Venise[3].
- Vierge à l'Enfant avec saints (1508), Fitzwilliam Museum at the University de Cambridge
- Vocation des fils de Zébédée (1510) Gallerie dell'Accademia de Venise
- Sainte Marie-Madeleine repentante (v. 1515), Musée des beaux-arts de Lyon
- Christ priant au mont des oliviers (1516), Gallerie dell'Accademia de Venise
- Saint Georges, la princesse et le dragon Gallerie dell'Accademia de Venise
- Antoine le Grand et Jacques le majeur deux panneaux de bois Gallerie dell'Accademia de Venise
- La Vierge adorant l'Enfant (1520), National Gallery of Art, Washington
- Portrait d'un homme (1521), huile sur toile, 84 × 66 cm, Académie Carrara, Bergame[4].
- Lamentations (1527), musée de l'Ermitage, Saint-Pétersbourg
- Christ ressuscité, Bibliothèque Ambrosienne, Milan
- Christ rédempteur, Académie Carrara, Bergame

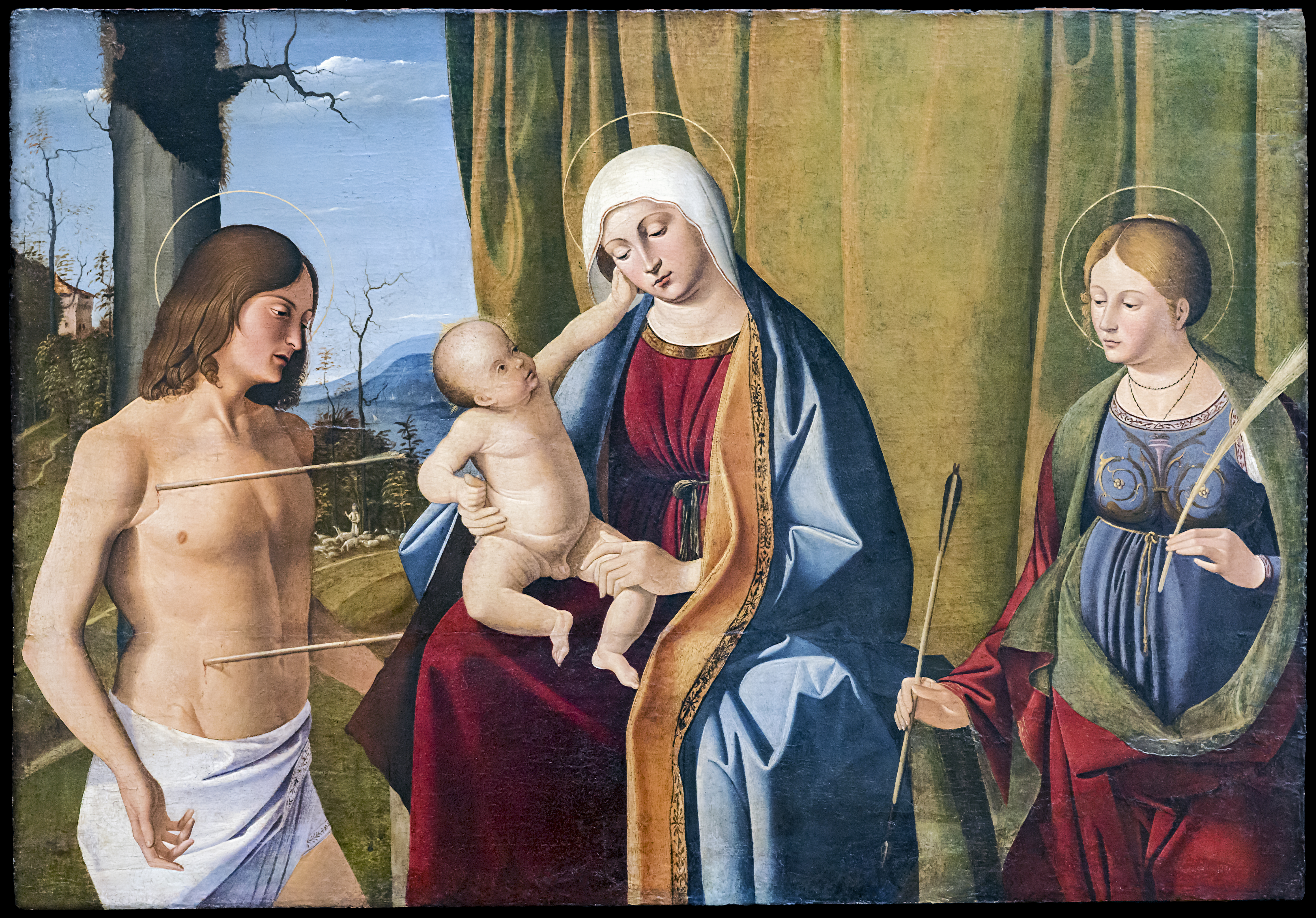
La Vierge et L'Enfant entre saint Sébastien et sainte Ursule, musée des Augustins, Toulouse
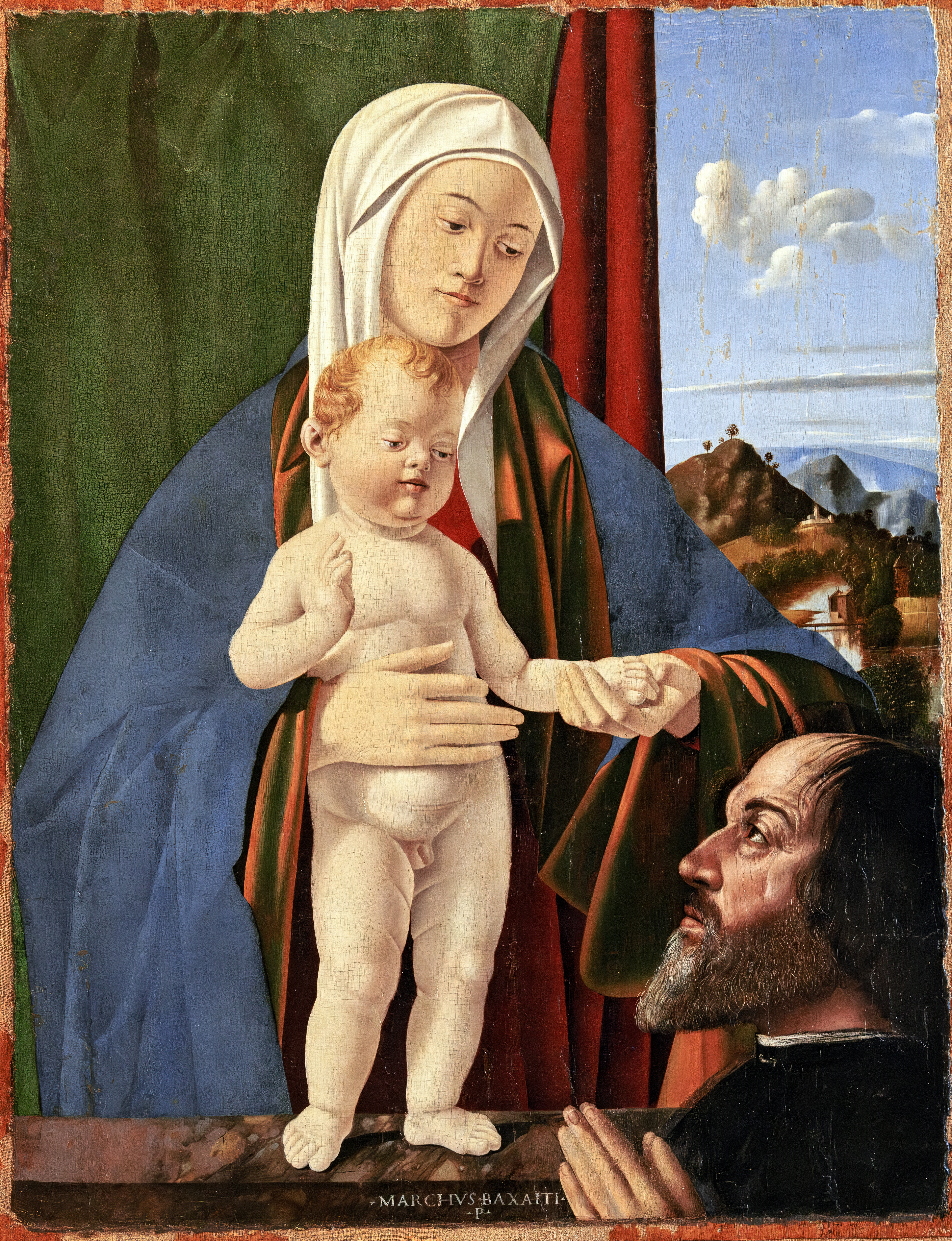
Vierge à l'Enfant avec un dévot (1501) - Musée Correr Venise
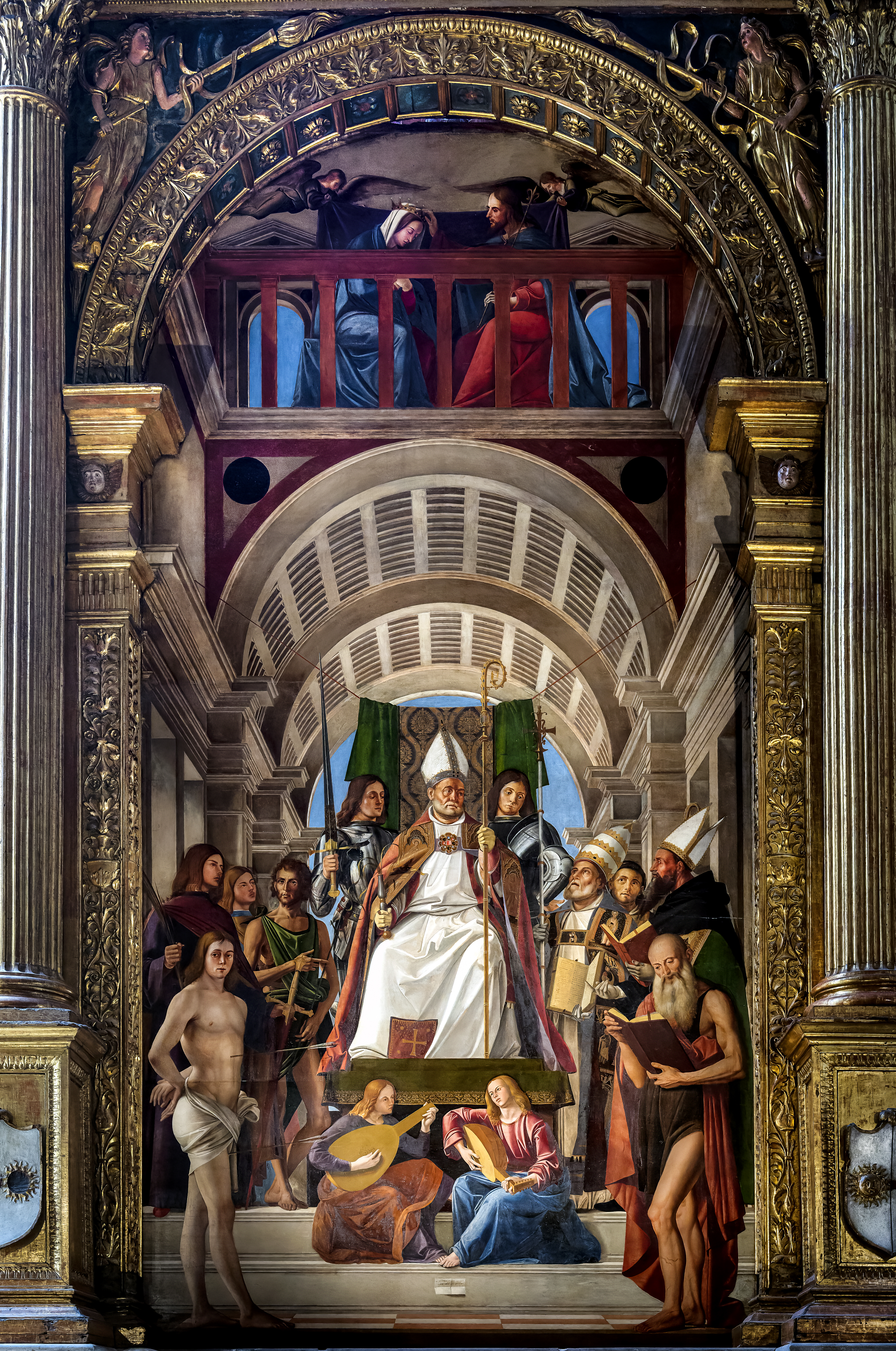
Saint Ambroise des milanais Basilique dei Frari 1503
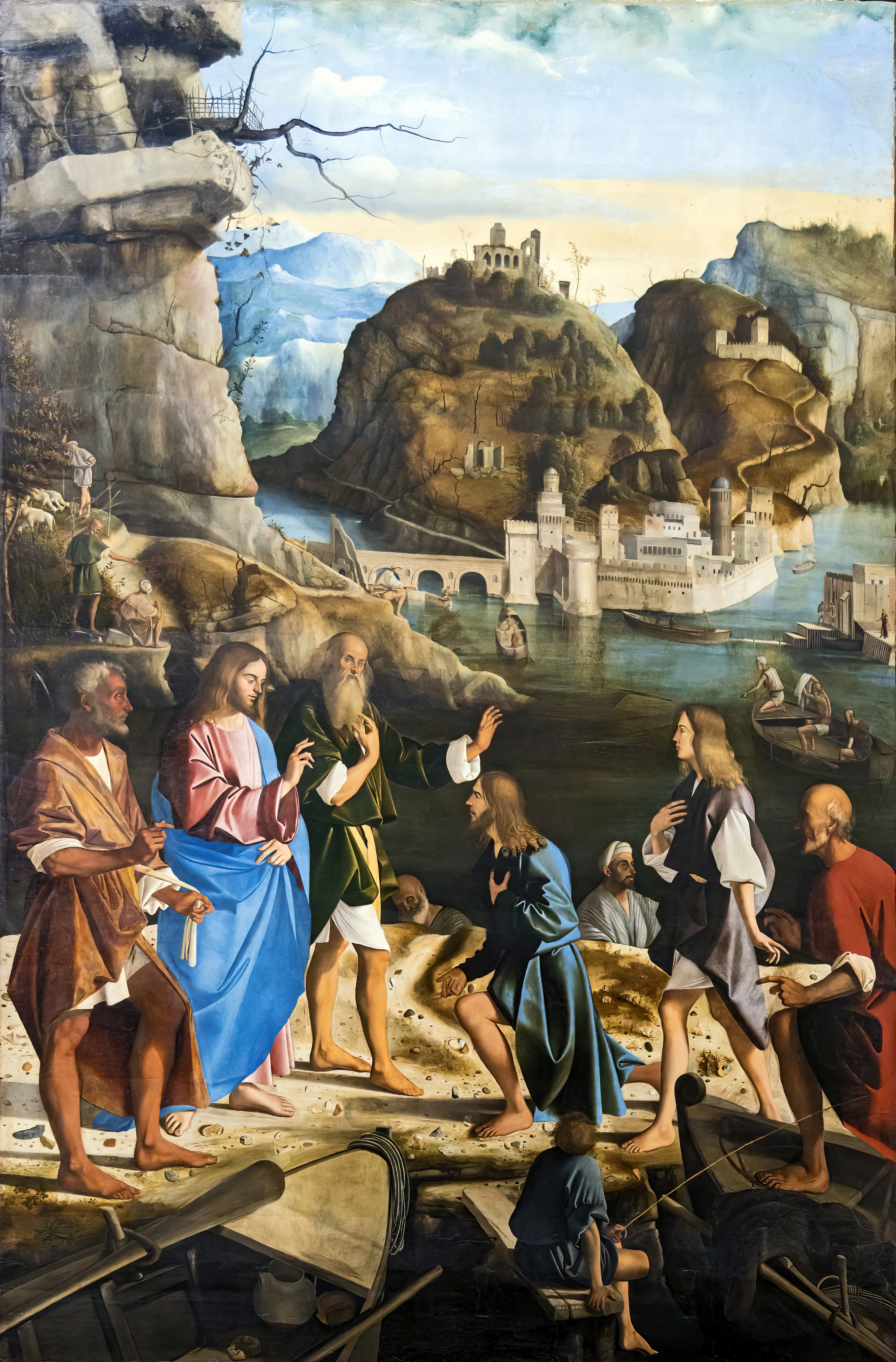
Les Fils de Zébédée, 1510 Gallerie dell'Accademia de Venise
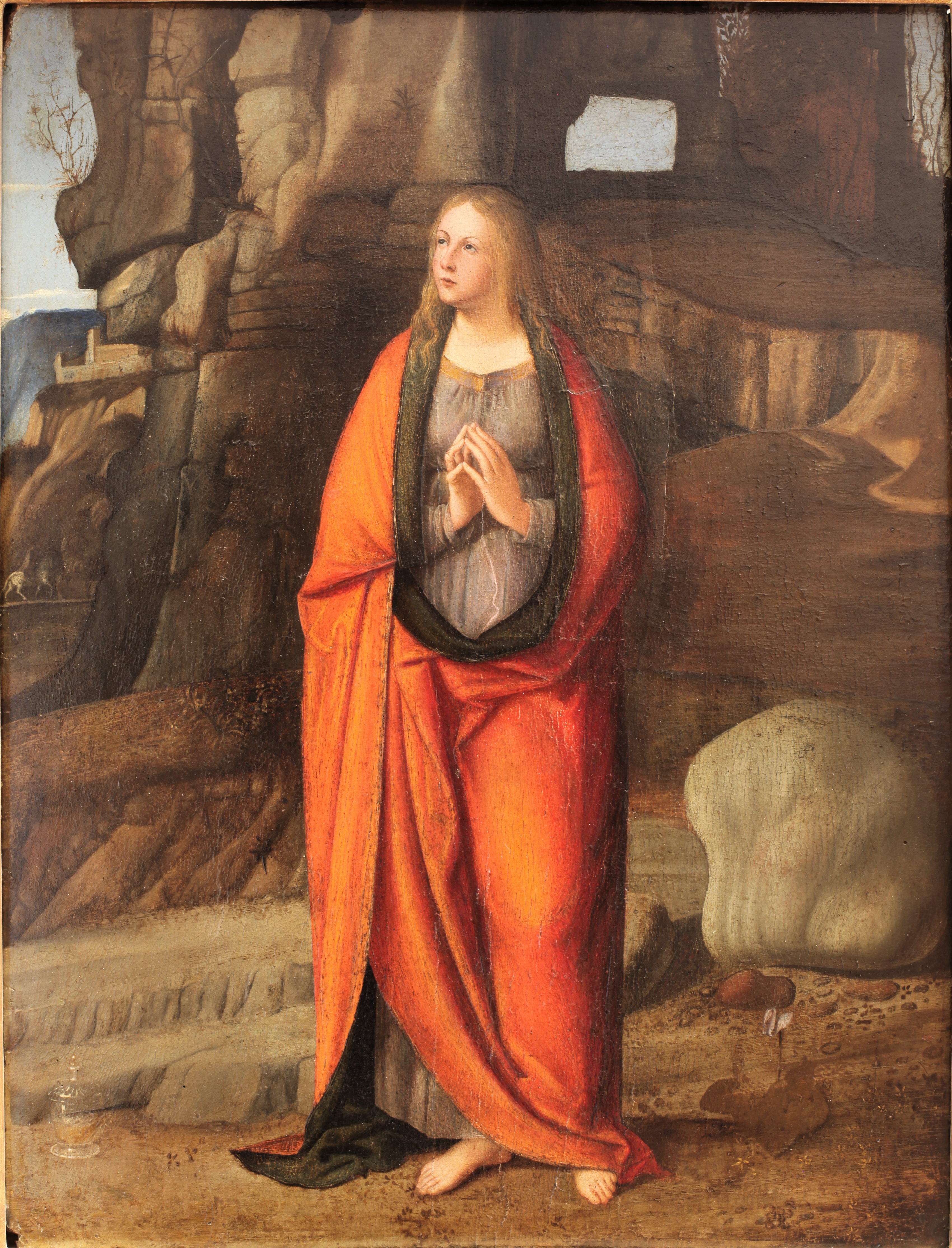
Marie-Madeleine, v. 1515 Musée des beaux-arts de Lyon
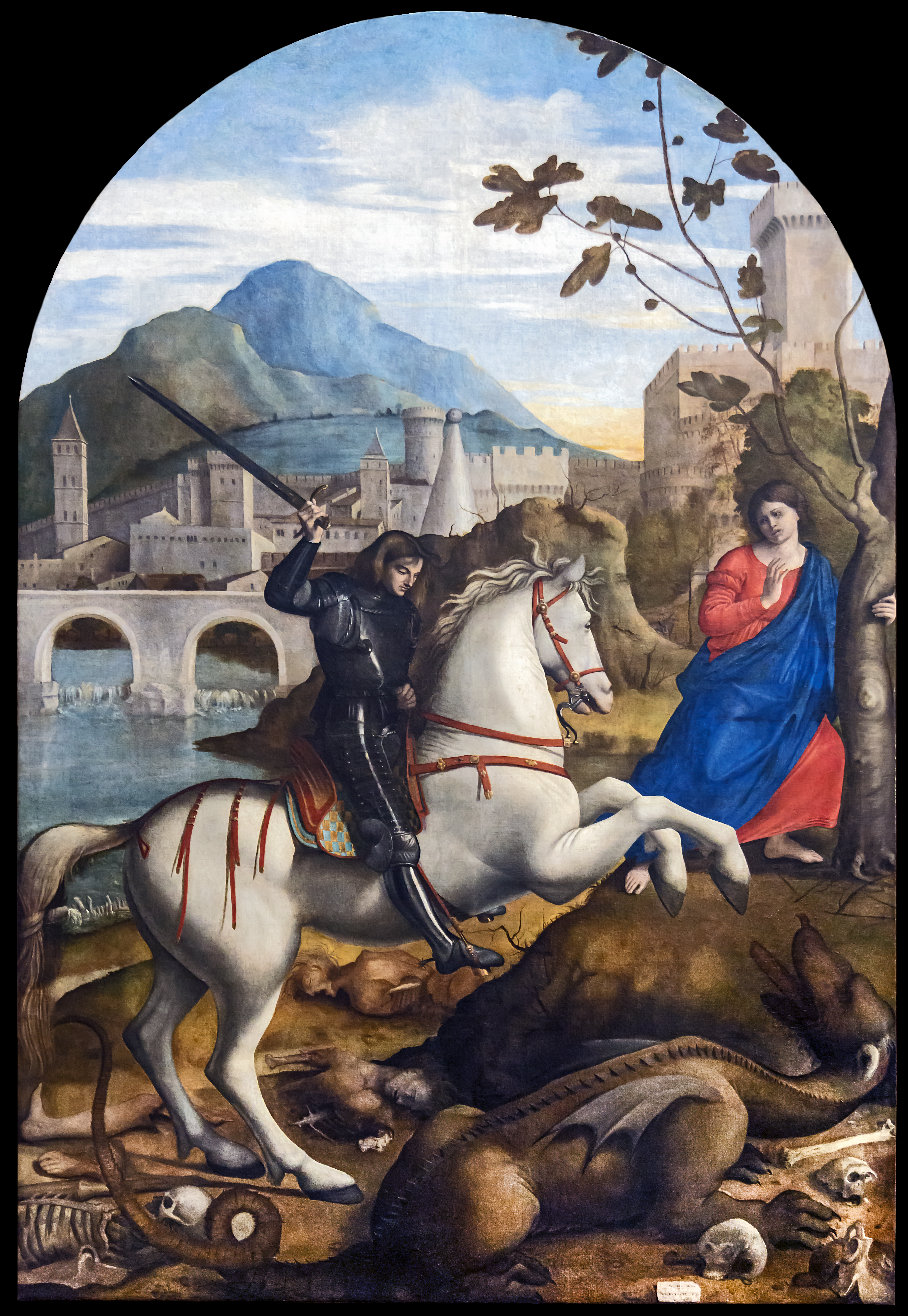
Saint Georges, la princesse et le dragon Gallerie dell'Accademia de Venise
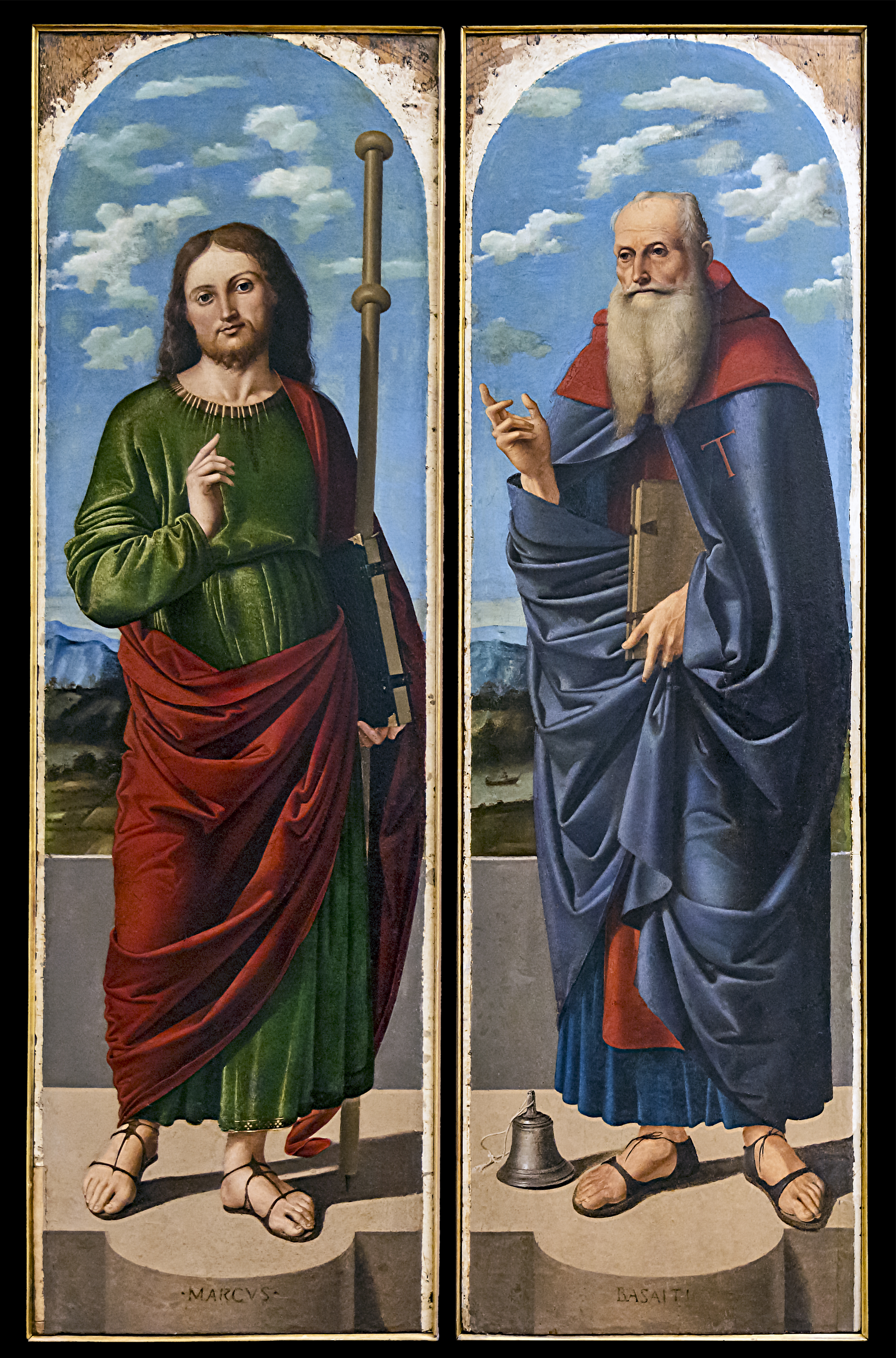
Antoine le Grand et Jacques le majeur Gallerie dell'Accademia de Venise

## Sources
- (en) Cet article est partiellement ou en totalité issu de l’article de Wikipédia en anglais intitulé « Marco Basaiti » (voir la liste des auteurs).

- (it) Cet article est partiellement ou en totalité issu de l’article de Wikipédia en italien intitulé « Marco Basaiti » (voir la liste des auteurs).